# Dehesa de Romanos
Dehesa de Romanos település Spanyolországban, Palencia tartományban. Dehesa de Romanos Collazos de Boedo, Olea de Boedo, Sotobañado y Priorato, Prádanos de Ojeda és La Vid de Ojeda községekkel határos. Lakosainak száma 46 fő (2024).

## Népesség
A település népessége az elmúlt években az alábbi módon változott:
| Lakosok száma | 44   | 47   | 42   | 37   | 40   | 36   | 41   | 50   | 49   | 46   |
|               | 2001 | 2004 | 2007 | 2009 | 2012 | 2014 | 2017 | 2019 | 2022 | 2024 |